# Ogawa-Hideo-Preis
Ogawa-Hideo-Preis (jap. 小熊秀雄賞, Ogawa Hideo shō) ist ein von der Stadt Asahikawa in Japan zu Ehren des, aus Hokkaidō stammenden, Dichters Ogawa Hideo eingerichteter Literaturpreis für Lyrik, der seit 1968 alljährlich vergeben wird.

## Preisträger

### 1968 bis 1979
- 1968 Kareki Torao für Washi (鷲)
- 1969 Tomoda Takio für Shihō Vietnam hansen to ai no shishū (詩法-ベトナム反戦と愛の詩集)
- 1970 Hagiwara Mistugu für Warui natsu (悪い夏)
- 1971 Ono Renji für Unagiya yami monogatari (鰻屋闇物語)
- 1972 Kawada Yasuko für Hoppō sabaku (北方砂漠)
- 1973 Kawaguchi Masao für Umi no gunretsu (海の群列)
- 1974 Kosaka Tarō für Kita no gishiki (北の儀式) und Nishioka Sumiko für Sugi no mura no monogatari (杉の村の物語)
- 1975 nicht vergeben
- 1976 Kataoka Fumio für Kikyō techō (帰郷手帖)
- 1977 Tsusaka Haruo für Ishi no uta (石の歌) und Sawada Tomiko für Shisei no tsutsumi (市井の包み)
- 1978 Uchida Yū für Kiryūchi (寄留地) und Fukunaka Tomiko für Fukunaka Tomoko zenshishū (福中都生子全詩集)
- 1979 Ishige Takurō für Warai to shintai (笑いと身体)

### 1980 bis 1989
- 1980 Yoneya Takeshi für Kakei (家系)
- 1981 Sagō Isuzu für Kai no basho kara (仮の場所から)
- 1982 Abe Iwao für Fukisha (不羈者) und Wada Eiko für Tenkei (点景)
- 1983 Ōzaki Jirō für Hashiri mono (走り者)
- 1984 Ōtani Yoriji für Kuchiyuki hanabana (朽ちゆく花々) und Kishimoto Machiko für Koza naka no machi Blues (コザ中の町ブルース)
- 1985 Yamamoto Kōichirō für Yamamoto Kōichirō zenshishū (山本耕一路全詩集)
- 1986 Fujimoto Kō für Hii (非衣)
- 1987 Iwabuchi Kin’ya für Survival Game (サバイバルゲーム)
- 1988 Katō Fumio für Nambu mekura koyomi (南部めくら暦)
- 1989 Yumita Yumiko für Dairen (大連)

### 1990 bis 1999
- 1990 Kōda Shirō für Ōte ga kuru (大手が来る)
- 1991 Sakamoto Tsuyako für Ōdo no kaze (黄土の風)
- 1992 Sagawa Aki für Shisha o futatabi haramu yume (死者を再び孕む夢)
  - Sonderpreis: Kim Shijon für Gen’ya no shi (原野の詩)
- 1993 Miyamoto Zen’ichi für Kakkōshō (郭公抄)
- 1994 Satō Hironobu für Zokumyō no shisō (俗名の思想)
- 1985 Sakai Nobuo für Meifu no hebi (冥府の蛇)
- 1986 Kurauchi Sachiko für Shinkaitaishō (新懐胎抄)
- 1997 Kitsukawa Akio für Meiro no yami (迷路の闇)
- 1998 Nagashima Minako für An-pan nikki (あんパン日記)
- 1999 Shimaoka Akira für Kampai (乾杯)

### 2000 bis 2009
- 2000 Matsuo Shizuaki für Oka (丘)
- 2001 Kotaki Konami für Hoshi no hai (星の灰)
- 2002 Tamagawa Hōshin für Hanagirai kamigirai (花嫌い　神嫌い)
- 2003 Sasō Ken’ichi für Shishū ai, gomafu azara-shi (詩集　愛、ゴマフアザラ詩)
- 2004 Kuroha Eiji für Shuyu no ma ni (須臾の間に)
- 2005 Terada Miyuki für Kango katei (看護過程)
- 2006 Mizushima Mitsue für Fuyu no Tanabata (冬の七夕)
- 2007 Saitō Hiroji für Chokuritsu hokō (直立歩行)
- 2008 Arai Takako für Tamashii Dance (タマシイ・ダンス) und Takeda Sakuho für San Francis no ninma (サム・フランシスの恁麼)
- 2009 Hamae Junko für Hikōsuru chinmoku (飛行する沈黙)

### 2010 bis 2019
- 2010 Hanazaki Kōhei für Ainu moshiri no kaze ni fukarete (アイヌモシリの風に吹かれて)
- 2011 Sakai Kazuyoshi für Oni no mai (鬼の舞)
- 2012 nicht vergeben
- 2013 Ōe Mai für Nisemono (にせもの) und Yonaha Mikio für Waidō Okinawa (ワイドー沖縄)
- 2014 nicht vergeben
- 2015 Nakajima Etsuko für Wara no fuku (藁の服)
- 2016 Amitani Atsuko für Mabuikaji (魂魄風)
- 2017 Yamada Ryūta für Obama guuguru (オバマ・グーグル)
- 2018 nicht vergeben
- 2019 Shibata Sankichi für Tabi no bumpō (旅の文法)

### 2020 bis 2029
- 2020 Nagata Noriko für New York Dig Dug (ニューヨーク・ディグ・ダグ)
- 2021 Tomioka Etsuko für Hanbōryokukō (反暴力考) und Takaoka Osamu für Ari (蟻)
- 2022 Tsugawa Eriko für Ame no aima (雨の合間)
- 2023 Kamada Naomi für Mochiomori (持ち重り)
- 2024 Kang Hoju für Mizuumi e (湖へ)